# لیگ دسته اول فوتبال جمهوری دموکراتیک کنگو
لیگ دسته اول فوتبال جمهوری دموکراتیک کنگو (انگلیسی: Linafoot)معتبرترین لیگ فوتبال در کشور جمهوری دموکراتیک کنگو است که از سال ۱۹۵۸ تاکنون برگزار می‌شود. این لیگ از ۲۴ تیم که از سراسر کشور جمهوری دموکراتیک کنگو در آن شرکت می‌کنند برگزار می‌شود. باشگاه فوتبال تی‌پی مازمبی با ۲۰ قهرمانی پرافتخارترین تیم این سری مسابقات به حساب می‌آید.